# Nematopodius indicus
Nematopodius indicus är en stekelart som beskrevs av Sudheer och T.C. Narendran 2005. Nematopodius indicus ingår i släktet Nematopodius och familjen brokparasitsteklar. Inga underarter finns listade i Catalogue of Life.